# То (филм, 2017)
„То“ или „То: Част първа“ е американски филм на ужасите през 2017 г., базиран по едноименния роман през 1986 г. на Стивън Кинг. Продуциран е от New Line Cinema, Lin Pictures, Vertigo Entertainment и KatzSmith Productions и е разпространен от Warner Bros.. Това е първия филм от едноименната филмова поредица, както и втората адаптация след минисериала на Томи Лий Уолъс от 1990 г. Филмът разказва за историята на седем деца в град Дери, щата Мейн, които са тероризирани от едноименното същество, само за да се изправят срещу собствените си демони в процеса. Филмът е също известен като „То: Част първа – Клуба на загубеняците“.
Филмът е режисиран от Анди Мушети, по сценарий на Чейз Палмър, Кари Фукунага и Гари Даубърман. Във филма участват Джейдън Либерер в ролята на Бил Денброу, Бил Скарсгард като Пениуайз, танцуващия клоун, Джеръми Рей Тейлър, София Лилис, Фин Уолфхард, Уайът Олеф, Чоузен Джейкъбс, Джак Дилън Грейзър, Никълъс Хамилтън и Джаксън Робърт Скот (Джорджи Денброу). Основната фотография започва в Торонто на 27 юни 2016 г. и свършва на 21 септември 2016 г. Местата за „То“ включва общините Порт Хоуп, Осава, Онтарио, и Ривърдейл, Торонто.
Филмът прави премиера в Лос Анджелис на 5 септември 2017 г. и е пуснат в Съединените щати на 8 септември 2017 г. в 2D и IMAX.
Продължението – „То: Част втора“ (It Chapter Two), е пуснато на 6 септември 2019 г.

## Актьорски състав
| Роля                                       | Изпълнител          |
| ------------------------------------------ | ------------------- |
| Бил Денброу                                | Джейдън Либерер     |
| То / Пениуайз, танцуващия клоун / Бон Грей | Бил Скарсгорд       |
| Бен Ханском                                | Джеръми Рей Тейлър  |
| Бевърли Марш                               | София Лилис         |
| Ричи Тозиер                                | Фин Улфхард         |
| Стенли Урис                                | Уайът Олеф          |
| Майк Ханлън                                | Чоузен Джейкъбс     |
| Еди Каспбрак                               | Джак Дилън Грейзър  |
| Хенри Бауърс                               | Никълъс Хамилтън    |
| Джорджи Денброу                            | Джаксън Робърт Скот |

## В България
В България филмът е пуснат на същата дата от Александра Филмс.
През 2018 г. е пуснат на DVD и Blu-ray от PRO Video SRL чрез Филм Трейд.
На 23 януари 2021 г. е излъчен за първи път по bTV Cinema с български дублаж, озвучен от студио VMS. Екипът се състои от:
| Озвучаващи артисти  | Татяна Захова Елена Русалиева Гергана Стоянова Петър Бонев Станислав Димитров |
| Преводач            | Яна Кецкерова                                                                 |
| Тонрежисьор         | Георги Калудов                                                                |
| Режисьор на дублажа | Добрин Добрев                                                                 |